# Þorsteins saga Víkingssonar
La Þorsteins saga Víkingssonar, o Saga di Thorstein, figlio di Vichingo, è una saga leggendaria ambientata nel VII secolo, che narra le vicende del padre di Frithjof l'Audace. Inizia in Norvegia e Svezia (con luoghi quali Ulleråker) ma continua in posti esotici come l'India. Non fa parte delle saghe più famose, ma è comunque considerata una storia interessante.
Si tratta del prequel della Friðþjófs saga ins frækna, la Saga di Fridthjof l'Audace.

## Descrizione
In Svezia, Vichingo ebbe nove figli dalla seconda moglie. Thorsten (Thorstein, o Pietra di Thor) è il primogenito. Vichingo fa amicizia col suo nemico Njorfe, re dell'Uppland, in Norvegia, anch'esso padre di nove figli. I due gruppi di figli si fronteggiano spesso. Durante un violento gioco con la palla, si picchiano e mutilano a vicenda, spaccandosi le braccia. Un figlio di Vichingo, prossimo alla morte, uccide un figlio di Njorfe. Vichingo sgrida il figlio spedendolo su un'isola nel lago Vänern. Altri due figli lo seguono, compreso Thorsten. Vichingo dice a Thorsten di aspettare sull'isola finché il pericolo non sia passato. I figli di Njorfe meditano vendetta. Usano la magia per provocare il congelamento del lago ed attraversarlo, attaccando i tre figli di Vichingo. 
Due di loro sopravvivono: Thorsten e Thorer. Anche due dei figli di Njorfe sopravvivono, compreso il maggiore, Jokul, un mago. I figli di Njorfe utilizzarono la magia scoprendo che Thorsten e Thorer erano ancora vivi. Vichingo mando i due figli alla corte di Halfdan. Jokul invase Sogn, uccise il re, bandì l'erede Beli, e maledisse la figlia del re, Ingeborg, facendole prendere la forma di un troll. Jokul provocò una tempesta che fece naufragare Thorsten per due volte. Ingeborg (come troll, assumendo il nome di Skellinefja) salva Thorsten e gli chiede di promettere di sposarla. Con l'aiuto di lei, Thorsten riporta Beli sul trono di Sogn, e la maledizione abbandona Ingeborg. Thorsten sposa Ingeborg. Fridthiof è il loro figlio.
Thorsten, Beli e Angantyr recuperano la nave magica perduta di Vichingo, Ellida. Thorsten combatte con Sote, un pirata fantasma, ottenendo un anello magico (forgiato da Voland). Thorsten, Beli e Angantyr conquistano le isole Orcadi.
Thorsten ed il figlio Frithiof ereditano da Vichingo la spada magica Angurvadel e la nave magica Ellida. I discendenti di Thorstein appaiono nella Friðþjófs saga ins frækna, e nella sezione Starkad della Saga di Gautrekr.